# Tanklager Inchindown

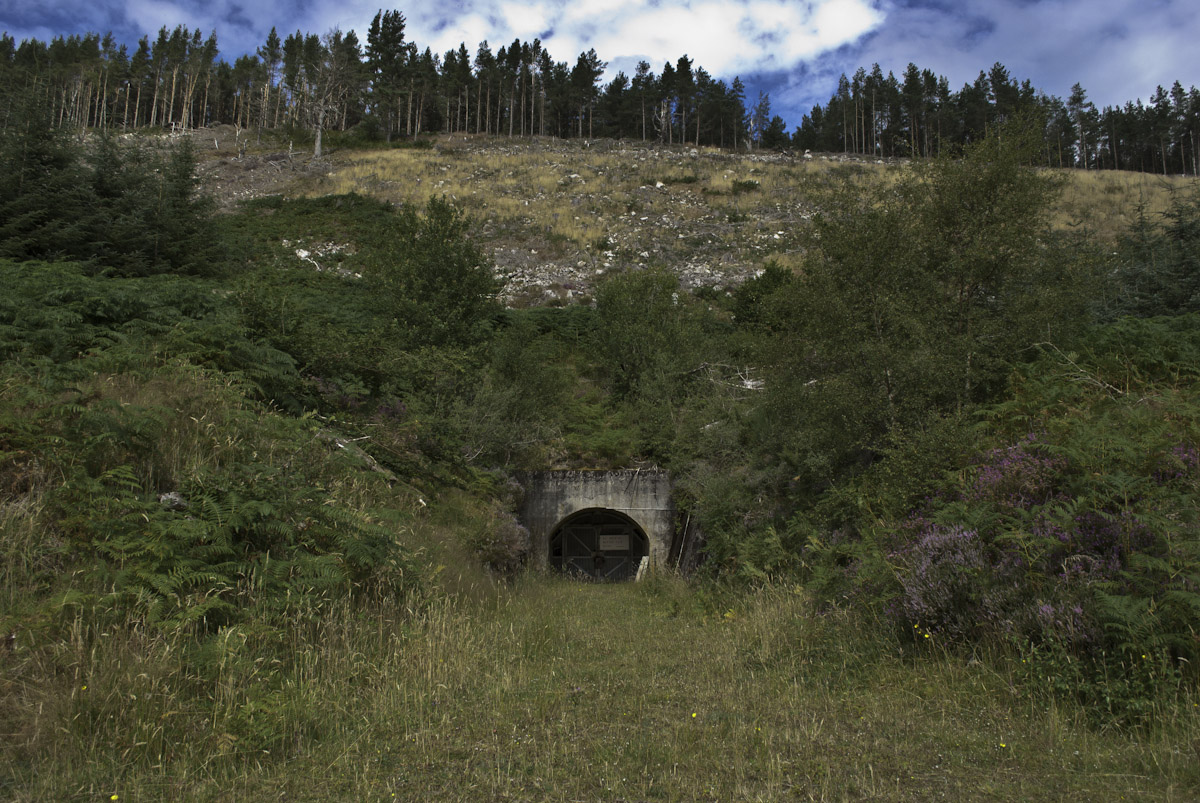
Westliches Portal

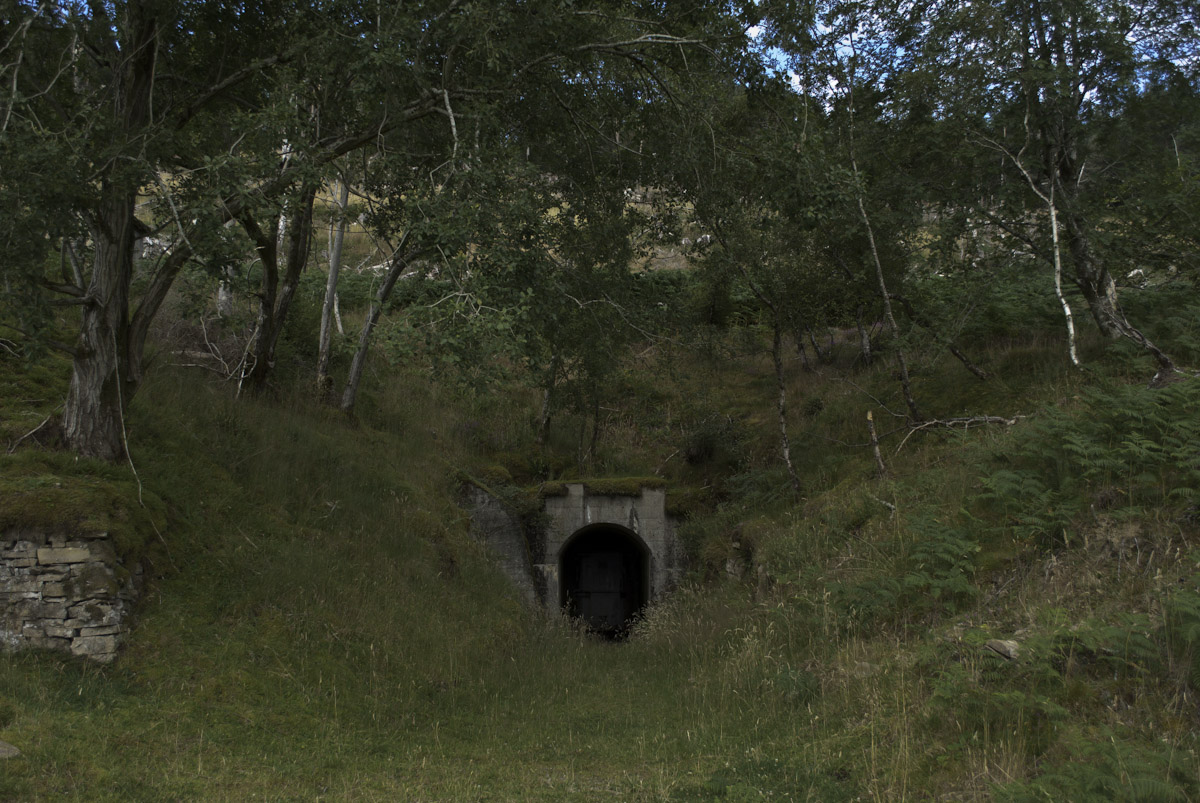
Östliches Portal

Das Tanklager Inchindown ist ein ehemaliges militärisches Kraftstofflager nahe der schottischen Ortschaft Invergordon. Das unterirdische Bauwerk wurde 2014 in die schottischen Denkmallisten in der höchsten Kategorie A aufgenommen.

## Geschichte
Unter Winston Churchill als Erstem Lord der Admiralität wurde Invergordon 1913 als einer von drei Stützpunkten der Royal Navy in Schottland ausgewählt. Die beiden weiteren Stützpunkte befanden sich am Scapa Flow und in Rosyth. Mit der Einführung von Bunkeröl als Schiffstreibstoff anstelle von Kohle zu Beginn des Ersten Weltkriegs wurden zur Kraftstoffversorgung der Marinebasis Invergordon zwei Tankkomplexe, Seabanks und Cromlet, eingerichtet. Zur Sicherung der Treibstoffvorräte vor Luftangriffen wurde unter den Vorzeichen eines heraufziehenden Kriegs 1938 an allen drei Marinebasen mit dem Bau unterirdischer Tanklager begonnen. Das Tanklager Inchindown nahe der Marinebasis Invergordon wurde 1943 fertiggestellt. Als Sicherung der Treibstoffversorgung der Royal Navy war es ein fundamentaler Baustein der britischen Verteidigungspläne. 1941, zwei Jahre vor Inbetriebnahme des Komplexes, gelang der Luftwaffe tatsächlich die Zerstörung eines oberirdischen Tanklagers der Marinebasis. 2002 wurde das Tanklager nach fast sechs Jahrzehnten aufgelassen. Zuvor wurde eine Weiterverwendung als Lager der NATO geprüft, jedoch verworfen.
Unterirdische Tanklager für hochviskoses Bunkeröl (FFO, Furnace Fuel Oil) wurden nie zuvor in solch einer Dimension errichtet. Zur Realisierung mussten neue Konzepte entwickelt werden, weshalb Planung und Errichtung als Pionierleistung des Ingenieurwesens gelten. Es handelt sich um das umfangreichste Bauvorhaben in Schottland seit der Anlage des Kaledonischen Kanals zu Beginn des 19. Jahrhunderts. Bis zur Errichtung der Cruachan Power Station 1965 handelte es sich außerdem um die größte Ausschachtung im Vereinigten Königreich. Die Anlage mit ihren Installationen und Maschinerien ist weitgehend im ursprünglichen Zustand erhalten.

## Beschreibung
Das Tanklager Inchindown ist rund sechs Kilometer nördlich der Marinebasis in die Südflanke des 324 Meter hohen Kinvrie Hills getrieben, der ein solides Deckgestein bietet. Abhängig von den lokalen geologischen Gegebenheiten weisen die sechs einzelnen Lagertanks Unterschiede bezüglich ihrer Dimensionen auf. Gemittelt sind sie jeweils etwa 237 Meter lang, 9 Meter breit und 13,5 Meter hoch, woraus sich eine Kapazität zur Lagerung von etwa 25,5 Mio. Litern je Tank ergibt. Ihre Wände sind mit Schalbeton stabilisiert und besitzen keine Türen. Als Zugang dienen enge, durch die Stirnwände geführte Metallröhren. Tunnel verbinden die Steuerungsräume der einzelnen Tanks miteinander. Sie sind in einem kleinen Raum mit Ventilationsschacht zusammengeführt. Unterhalb des Betonbodens des drei Meter breiten Haupttunnels verlaufen die beiden Transportrohre. Sie führen zu einem Lager an der Marinebasis. Infolge des Gefälles zwischen Tank und Basis erfolgt der Transport per Gravitation. Zur Befüllung der Tanks auf gleichem Wege wurden drei Pumpstationen installiert.
Der britische Akustiker Trevor Cox untersuchte 2014 das Echo in den leeren und gereinigten Tanks. Die frequenzaufgelöste Messung eines Pistolenschusses ergab ein messbares Echo von 112 Sekunden Länge für die Frequenz 125 Hertz, 30 Sekunden für den für die Sprache wichtigen mittleren Frequenzbereich und 75 Sekunden für das Breitbandecho. Damit verfügt das Tanklager Inchindown über das weltweit längste gemessene Echo in einem Bauwerk. Es löste damit das Hamilton Mausoleum im südschottischen Hamilton ab, in dem das Zuschlagen einer Tür ein Echo von 15 Sekunden Dauer auslöst. Der Rekord wurde ins Guinness-Buch der Rekorde aufgenommen.